# Харрази, Хоссейн
Генерал-майор Хоссейн Харрази (перс. حسین خرازی‎), родился в 1957 году в Исфахане. В 1978 году он поддержал Исламскую революцию и после её победы продолжил служить в войсках. Во время Ирано-иракской войны занимал должность командующего 14-й дивизией. Участвовал во многих операциях во время войны, в частности в операции «Рассвет-8» в которой захватил в плен солдат Республиканской гвардии Ирака в Фао. В 1986 году Хоссейн Харрази был убит осколками мины во время операции «Кербела-5».

## Биография
В юности Хоссейн интересовался религиозной литературой. Он участвовал в религиозных семинарах и обучался дисциплине богословия. Его интерес к религии увеличился во время кампании в Иране против режима Пехлеви. В 1978 году Харрази поступил на военную службу, которую проходил в Дофаре. В этом же году он дезертировал из вооружённых сил и присоединился к революционерам под руководством Рухолла Хомейни.

### Ирано-иракская война
В 1980 году Хоссейн командовал подразделением иранских войск в остане Хузестан, расположенным вдоль трассы Абадан-Ахваз, известной как «The Lion Frontier». В этой битве иранские войска сопротивлялись армии Саддама Хуссейна 9 месяцев. Хоссейн Харрази активно участвовал в освобождении Бостана. После операции «Тарик аль-Кодс» была создана бригада имени Имама Хусейна, которая затем была преобразовала в дивизию, её командиром был назначен генерал-майор Харрази. 14-я дивизия им. Имама Хусейна участвовала в следующих операциях: «Фатх ол-Мобин», «Бейт ол-Мокаддас» и в освобождении Хорремшехра. Затем его дивизия стала одной из первых форсировавших реку Карун и достигших трассы Ахваз-Хорремшехр. Хоссейн Харрази также принимал участие и в других операциях: «Рамадан», «Перед рассветом», Рассвет-4" и «Хейбар» (в которой он лишился руки). Хоссейн часто лично принимал участие в разведывательных операциях. В операции «Рассвет-8» его войскам удалось нанести поражение Республиканской гвардии Ирака в Фао.
Операция «Кербела-5» стала последним сражением генерал-майора Хоссейна Харрази. Под сильным артиллерийским обстрелом вооружёнными силами Ирака нехватка продовольствия у иранцев стала критической. Он лично взял на себя обязанность по обеспечению войск пищевыми продуктами, во время доставки продовольствия его подразделение подверглось миномётному обстрелу иракцев, Хоссейн Харрази погиб на месте.